# DJ Jazzy Jeff & The Fresh Prince
DJ Jazzy Jeff & The Fresh Prince is een hiphopduo bestaande uit Jeffrey Townes (DJ Jazzy Jeff) en Will Smith (The Fresh Prince). Ze waren actief tussen 1985-1994 en vanaf 2006-heden. In Nederland zijn ze vooral bekend vanwege Yo Home to Bel-Air, de themasong van sitcom The Fresh Prince of Bel-Air. Ook hun nummer Summertime is bekend.

## Biografie
Hun debuutsingle was Girls Ain't Nothing But Trouble, uit 1985. Ze kregen hits met Parents Just Don't Understand en I Wanna Rock, maar hun grootste hit was The Fresh Prince Of Bel-Air theme, het startnummer van de sitcom The Fresh Prince of Bel-Air, waarin Will Smith het gelijknamige persoon vertolkte, en Jeffrey Townes Jazz. The Fresh Prince Of Bel-Air Theme haalde in de top-40 nummer 3. Ook Summertime (behaalde nummer 4 in de Billboard Hot 100) werd een hit in Nederland.
Toen de show in 1990 begon, stapte ondersteunend lid Ready Rock C (Clarence Holmes) uit de groep. In 1999 spande hij een rechtszaak aan tegen het duo. In 2006 gingen ze weer onder hun huidige naam verder. In de tussentijd had Will hits gehad als Men In Black, Gettin' Jiggy Wit It en Wild Wild West.

## Discografie

### Albums
- Rock The House (1987)
- He's The DJ, I'm The Rapper (1988)
- And In This Corner (1989)
- Homebase (1991)
- Code Red (1993)

### Singles
| Single met eventuele hitnotering(en) in de Nederlandse Top 40 | Datum van verschijnen | Datum van binnenkomst | Hoogste positie | Aantal weken | Opmerkingen                 |
| ------------------------------------------------------------- | --------------------- | --------------------- | --------------- | ------------ | --------------------------- |
| Girls Ain't Nothing but Trouble                               | 1987                  | -                     |                 |              | Nr. 96 in de Single Top 100 |
| Summertime                                                    | 1991                  | 17-08-1991            | 20              | 8            | Nr. 12 in de Single Top 100 |
| Ring My Bell                                                  | 1991                  | 23-11-1991            | 10              | 8            | Nr. 11 in de Single Top 100 |
| The Things That U Do                                          | 1992                  | 22-02-1992            | 28              | 4            | Nr. 21 in de Single Top 100 |
| Yo Home to Bel-Air                                            | 1992                  | 24-10-1992            | 3               | 10           | Nr. 4 in de Single Top 100  |
| Boom! Shake the Room                                          | 1993                  | 14-08-1993            | 22              | 5            | Nr. 18 in de Single Top 100 |
| Boom! Shake the Room                                          | 1993                  | 06-11-1993            | 19              | 5            | Re-entry                    |
| I'm Looking for the One (To Be with Me)                       | 1993                  | 11-12-1993            | tip3            | -            | Nr. 36 in de Single Top 100 |
| Can't Wait to Be with You                                     | 1994                  | 05-03-1994            | tip11           | -            |                             |
| Lovely Daze                                                   | 1998                  | 06-06-1998            | tip14           | -            |                             |

| Single met hitnotering(en) in de Vlaamse Ultratop 50 | Datum van verschijnen | Datum van binnenkomst | Hoogste positie | Aantal weken | Opmerkingen                                            |
| ---------------------------------------------------- | --------------------- | --------------------- | --------------- | ------------ | ------------------------------------------------------ |
| Ring My Bell                                         | 1991                  | 04-01-1992            | 26              | 3            | met DJ Jazzy Jeff als DJ Jazzy Jeff & The Fresh Prince |
| Boom! Shake the Room                                 | 1993                  | 30-10-1993            | 36              | 9            | met DJ Jazzy Jeff als Jazzy Jeff & The Fresh Prince    |